# Das goldene Kalb (1924)
Das goldene Kalb ist ein deutscher Spielfilm aus dem Jahre 1924 von Peter Paul Felner mit Henny Porten in der Hauptrolle. Das Drehbuch schrieb Peter Paul Felner nach einer Idee von Franz Herczeg.

## Handlung
Die Besitzerin eines großen Vermögens soll, gemäß dem Wunsch ihres Vaters, nur einem ihrer beiden Enkelkinder – zwei Jungs – den gesamten Besitz hinterlassen. Die Frau entscheidet sich dafür, dem einen Enkeljungen das gesamte Erbe zu geben. Da wird sie von einer Vision gepeinigt und sieht, wie die Enkeltochter des anderen, benachteiligten Enkelkindes einst als Waise aufwachsen wird. Das Mädchen wird in die Hände eines gewissenlosen Abenteuers geraten und schließlich am Galgen enden.
Um dieses grausige Schicksal zu verhindern entscheidet sich die alte Dame nunmehr, das andere Enkelkind zu begünstigen. Doch auch diese Entscheidung erweist sich in einer zweiten Vision als fatal: denn nunmehr wird der Enkel des Enterbten zum Verbrecher werden und gleichfalls unterm Galgen landen. Die Erblasserin entscheidet sich daher, entgegen dem Wunsch des eigenen Vaters, zu der einzig wahren, salomonischen Lösung: sie teilt das Erbe, das „goldene Kalb“, in zwei gleiche Teile und folgt damit ihrem Sinn für Gerechtigkeit.

## Produktionsnotizen
Der im Herbst 1924 gedrehte Film passierte am 15. Dezember 1924 die Filmzensur und wurde am 30. Januar 1925 in Wien, wo er mit Schulverbot belegt wurde, uraufgeführt. Die deutsche Erstaufführung erfolgte am 17. April 1925 im Alhambra an Berlins Kurfürstendamm. Die Außenaufnahmen entstanden in der Nähe von Dürnstein.
Otto Erdmann und Hans Sohnle schufen die Filmbauten. Eugen Kürschner war Aufnahmeleiter.

## Kritik
In Paimann’s Filmlisten ist zu lesen: „Das Sujet ist interessant gearbeitet, in der Regieführung flott, die Darstellung in allen Rollen sehr gut, Henny Porten besonders in einigen Szenen der ersten Handlung interessant, wo es ihr gelang, sich von der gewohnten Schablone freizumachen. Aufmachung und Photos sind sauere Arbeit, die letzteren besonders in den schönen Außenaufnahmen bei Dürnstein bemerkenswert.“